# Стартап-студия
Стартап-студия (известны определения «венчурное строительство», «фабрика стартапов») — компания, которая серийно замысливает технологические стартапы, разрабатывает их, выращивает, обеспечивая целым рядом сервисов и ресурсов, и продает. 
Стартап-студии закладывают в создаваемые компании сформулированную бизнес-гипотезу и на позицию руководителя бизнес-проекта приглашают предпринимателя-резидента. Среда стартап-студии обеспечивает новой компании то, чего сложно добиться начинающим предпринимателям самостоятельно: начальный капитал, бизнес-ноу-хау и техническую поддержку. Стартапы выращиваются по определенной бизнес-модели и после развиваются самостоятельно.
Модель стартап-студии подходит не только для рынка IT, но и для material based- , и для deep tech - стартапов.

## Особенности модели
Фабрики стартапов часто путают с бизнес-акселераторами и бизнес-инкубаторами, хотя сама специфика их работы кардинально отличается.
1. Акселераторы оказывают частичную поддержку на начальной стадии, проводят жесткий конкурсный отбор и ограничивают программу менторства несколькими месяцами. При этом они не вмешиваются во внутренние процессы стартапов, а просто предоставляют им возможность обучения и взаимодействия с другими командами в формате обмена опытом.
2. Инкубаторы участвуют уже во всех этапах развития компании, начиная с ранней стадии. Оказывают долгосрочную поддержку стартапам (до нескольких лет), но при этом также ограничиваются частичными консультациями и технической поддержкой. Инкубаторы дают в аренду помещения, доступ к информационной базе данных, привлекают юристов, бухгалтеров и бизнес-консультантов.

При этом, в отличие от инкубаторов, стартап-студии не предполагают жесткий контроль, но дают возможность стажироваться и развивать свои идеи с нуля. Так как сами стартап-студии не менее заинтересованы в прибыли, чем подопечные им предприниматели, то именно увеличение возможной прибыли, а не полная подконтрольность и ограничение команды стартапа становится основной целью.
В сравнении с вышеуказанными организациями, стартап-студии имеют важные отличия:
- Стартап-студии, в отличие от бизнес-инкубаторов и бизнес-акселераторов, не занимаются непосредственно поддержкой бизнеса, основанного не стартап-студией, они разделяют с предпринимателями труд по созданию и развитию компаний. Фабрики стартапов, с одной стороны, не предполагают жесткого контроля, давая возможность развивать идеи с нуля и сохраняя заинтересованность в прибыли. А с другой стороны, они обеспечивают существенное погружение команды стартап-студии в каждый проект, вплоть до привлечения собственных идей и наработок в основание стартапа.
- Стартап-студии активно вкладывают в запуск новых бизнес-проектов, которые создают, собственный или привлеченный посевной капитал и зарабатывают на окупаемости этих вложений.
- Стартап-студии помещают компании в бизнес-окружение, начиная с инфраструктурных и G&A сервисов (рекрутинг, финансовый учёт, контроль качества, IT, юристов и пр.), заканчивая специализированными контрактными компаниями по разработке и производству и крупными рыночными партнёрствами.
- Стартап-студии не вкладываются в экспертизу сторонних проектов и организацию воронки отбора. Вместо этого они вкладываются в нормативы и техники запуска и ускорения реализации стартапа. Строя параллельно несколько компаний, стартап-студии по отлаженной схеме оперативно решают возникающие проблемы, параллельно проверяют гипотезы, повышая шансы начинающих компаний на успех, и запускают несколько проектов по отлаженной схеме.

Венчурное строительство предполагает полное погружение в проект, всесторонний анализ идеи и предложение собственных решений для её развития или улучшения. 
Стартап-студия обеспечивает предпринимателям идеальный фундамент для быстрой реализации новых концепций и дает стартапам посевное финансирование, предоставляет собственных специалистов, подключает экспертов, лоббирует нужные партнёрства, помогает с упаковкой и первыми лидами, дает G&A сервисы (рекрутинг, финансовый учёт, контроль качества, IT, юристов и тп). Помогает в дальнейшем с fast track к инвесторам.

## Ценность стартап-студии
В среднем, каждая студия выпускает одну портфельную компанию в год. Больше десяти бизнес-проектов, сошедших с конвейера студии, покупается инвест-фондами через три года после выпуска с «конвейера венчурных фабрик».
Ценность стартап-студий — в окупаемости проектов. В отличие от бизнес-акселераторов и инкубаторов, чьи выпускники остаются под риском не пройти «долину смерти» и не выйти на самоокупаемость, подопечные фабрик получают преимущество в росте до 26 %. Риск провала сведен к минимуму, так как студии предпочитают генерировать и развивать сразу несколько идей одновременно, так что в случае неудачи стартап переключается на проработку следующей гипотезы.
Команда стартап-студии оперативно решает типичные проблемы этапа становления стартапа, как неслаженная работа команды, неправильное распределение финансов и недоработки на стадии реализации, по уже отлаженной схеме, отработанной на ряде проектов. Владея уже развитой инфраструктурой и методиками решения таких вопросов, венчурные строители помогают расти проектам и ускорить их выход на прибыль.
Еще одна ценность стартап-студии — вовлеченность в проект. Глубокое погружение в стартап дает возможность заранее выявить и предупредить слабые места. При этом ведется контроль бюджета, все процессы абсолютно прозрачны.
В итоге выгоду получают сразу три участника бизнес-процесса:
- основатели проектов — приобретая необходимую материально-техническую базу, помощь в развитии и аутсорсе недостающих сотрудников, связь с потенциальными инвесторами и итоговый выход на прибыль;
- инвест-фонды — получая более жизнеспособный (на 26%) проект, с меньшими рисками не пройти «долину смерти»;
- сама студия — получая прибыль от успешных стартапов.

Бизнес-модель стартап-студии с приглашенными в стартапы предпринимателями дает возможность кратно повысить эффективность и снизить инвестиционные затраты.

## История явления
Сам термин «стартап-студия», как и вычленение венчурного строительства в отдельную индустрию среди инвесторов и предпринимателей, появился относительно недавно — в 2007 году. Однако основоположником направления считается компания Билла Гросса Idealab (1996 год). Фирма была основана на концепции параллельной проверки и развития сразу нескольких проектов с целью выбора наиболее интересной идеи, её продвижения и создания функционирующего бизнеса, включая подключение инвесторов и человеческого капитала. Для Билла и Ларри Гроссов была важна не сама идея, а скорость её запуска и реализации. Такая модель позволила Idealab воплотить в жизнь 150 проектов и основать 45 успешных компаний.
С 2007 года стартап-студии появляются и растут в геометрической прогрессии:
- Betaworks Джона Бортника и Rocket Internet братьев Самвер (2007);
- Science Inc, Prehype, Founders, Entrepreneur First и Gokart Labs (2011): впоследствии вошли в состав West Monroe Partners;
- Atomic, Expa, Obvious Ventures, Sweet studio, Juxtapose, Human Ventures, Pioneer Square Labs, Combine (2013 и позднее).

Уже в 2013 году в мире насчитывалось более 70 фабрик стартапов. К 2017 году их стало уже около 300, к 2020 году прирост студий превышает 250 %, и ожидается, что показатель вырастет в два раза к концу 2023 года. С 2008 по 2017 годы (пик развития) под проекты фабриками были собраны инвестиции в размере 5 млрд долларов США, и с тех пор стабильный прирост составляет 48% в год.
Помимо конкретно «венчурной стройки» есть и более узкие ответвления: например, студии, ориентирующиеся исключительно на продвижении научных исследований университетов (New Mexico Angels Startup Factory и Italeaf).
В английском Кембридже предпринимательская артель, одним из лидеров которой является Герман Хаузер, производит в год десяток новых компаний, а в целом стотысячный университетский городок создает более сотни стартапов в год. В бельгийском Лёвене Leuven research and development, учрежденный 40 лет назад как центр трансфера технологии, но сегодня являющийся уже фактически независимой от университета организацией, создает полтора десятка стартапов в год, а весь Лёвенский кластер (тоже со стотысячным населением) — 40–50. Частно-государственная российская сеть фабрик стартапов — нанотехнологических центров — производит уже несколько лет подряд по 100 компаний ежегодно.
Модель студии дает предпринимателям шанс на победу в конкурентной борьбе, особенно в тех регионах, где экосистема стартапов еще слабо развита, благодаря созданию собственной критической массы талантливых специалистов, финансирования и возможностей.

## Фабрики стартапов в России
В Россию стартап-студии пришли с некоторым опозданием, в 2012 году (на пике развития мирового венчурного строительства). С тех пор появилась достаточно развитая инфраструктура студий, предлагающих различные варианты развития и продвижения стартапов. В основном российские венчурные строители работают с идеями, связанными с IT-технологиями, как наиболее перспективными. Но есть разработки и в сфере e-commerce. 
ГК «ТехноСпарк» — одна из первых стартап-студий, которые сосредоточились только на новых материальных индустриях. Развиваясь в центре Новой Москвы, ТехноСпарк удовлетворяет спрос корпораций, используя конвейерный подход к созданию стартапов.
В 2020 году группа компаний «ТехноСпарк» создала 100 новых высокотехнологичных рабочих мест. Был открыт Российский центр гибкой электроники — одно из первых в мире производств гибких транзисторных матриц; налажено контрактное производство полного цикла, в том числе комплектующих для диагностики Covid; создана онлайн-система диагностики предпринимательских компетенций.
В 2020 году «ТехноСпарк» вошёл в топ-3 рейтинга «Техуспеха» в разделе инновационных компаний. По итогам 2019 и 2018 годов группа компаний «ТехноСпарк» также входила в топ инновационных компаний. 
Шесть лет подряд "ТехноСпарк" признается самым эффективным технопарком страны в рейтинге Ассоциации кластеров и технопарков России.
Новости и информацию о существующих стартап-студиях и их деятельности отбирают такие ресурсы, как eFounders, Nesta и Makeshift.

## Известные венчурные строители
Существует отдельный достаточно большой перечень известных стартап-студий с историей их успешных проектов и ссылками на официальные порталы.
Одна из известнейших фабрик в мире — американская Science Inc. Наиболее успешные проекты студии: «единорог» ― Dollar Shave Club (куплен Unilever за $1 000 000 000), Hello Society — решение для продвижения бизнеса через социальные сети (куплен The New York Times) и технологический стартап для YouTube-рекламы Famebit (приобретен Google).
Ещё одна студия из США — разработанная одним из учредителей Uber Гарретом Кэмпом компания Expa. Широко известные проекты, выпущенные фабрикой: Mix, Reserve, Operator и Spot.
Следует упомянуть и нью-йоркскую Betaworks, продвинувшую стартап Giphy (поисковая система для gif-файлов), который был оценен в $528 000 000.
Во Франции известна eFounders (выпустившая проекты Aircall и Front).